# Sojuz MS-24
Sojuz MS-24 è stato un volo astronautico verso la Stazione spaziale internazionale (ISS) e parte del programma Sojuz, ed il 152° volo con equipaggio della navetta Sojuz dal primo volo avvenuto nel 1967. L'equipaggio era formato dal comandante Oleg Kononenko e dagli ingegneri di volo Nikolaj Čub e Loral O'Hara che partirono il 15 settembre 2023 dal Cosmodromo di Bajkonur per raggiungere l'ISS e prendere parte alla missione di lunga durata Expedition 70. Fino a febbraio 2023 questo equipaggio sarebbe dovuto partire a bordo del veicolo Sojuz MS-23 nel marzo 2023 per partecipare all'Expedition 69 ma il danneggiamento della navetta Sojuz MS-22 causò lo slittamento dell'equipaggio alla Sojuz MS-24.

## Missione
Il veicolo Sojuz MS-24 è partito dal cosmodromo di Bajkonur il 15 settembre 2023 ed è attraccato alla Stazione spaziale internazionale nelle ore successive. Il suo equipaggio ha partecipato agli ultimi giorni dell'Expedition 69 e, dallo sgancio della Sojuz MS-23 avvenuto il 27 settembre 2023, ai sei mesi di missione dell'Expedition 70. 

## Equipaggio
Il cosmonauta veterano Oleg Kononenko è stato il comandante del veicolo Sojuz; nei 15 anni di carriera come cosmonauta ha partecipato a quattro missioni spaziali, di cui due come comandante della ISS, accumulando fino a quel momento 736 giorni in orbita. Nikolaj Čub e Loral O'Hara erano entrambi alla loro prima missione spaziale. Čub è stato selezionato come cosmonauta nel 2012 mentre O'Hara come astronauta nel 2017. La presenza di O'Hara nell'equipaggio è conseguenza dell'accordo sullo scambio dei seggiolini tra Roscosmos e NASA nei rispettivi veicoli spaziali. Nel maggio 2023 Roscosmos ha annunciato che Kononenko e Čub trascorreranno un anno nello spazio per poter lanciare una missione di breve durata (Sojuz MS-25) con una cittadina bielorussa; il comandante della Sojuz MS-25, Oleg Novickij, con il bielorusso ritornarono sulla Terra il 6 aprile 2024, dopo 13 giorni di missione, insieme a O'Hara che avrà concluso i suoi sei mesi di missione.

### Equipaggio principale
| Ruolo                                      | Equipaggio al lancio                                   | Equipaggio all'atterraggio                  |
| ------------------------------------------ | ------------------------------------------------------ | ------------------------------------------- |
| Comandante                                 | Oleg Kononenko, Roscosmos Expedition 70/71 Quinto volo | Oleg Novickij, Roscosmos Quarto volo        |
| Ingegnere di volo 1                        | Nikolaj Čub, Roscosmos Expedition 70/71 Primo volo     | Loral O'Hara, NASA Expedition 70 Primo volo |
| Ingegnere di volo 2 / Partecipante al volo | Loral O'Hara, NASA Expedition 70 Primo volo            | Marina Vasilevskaja Primo volo              |

### Equipaggio di riserva
Il 15 agosto 2023 Oleg Platonov venne rimosso come ingegnere di volo 1 per motivi medici. Aleksej Ovčinin sarà riserva sia di Oleg Kononenko sia di Nikolaj Čub.
| Ruolo             | Equipaggio                 | Equipaggio                 |
| ----------------- | -------------------------- | -------------------------- |
| Comandante        | Aleksej Ovčinin, Roscosmos | Aleksej Ovčinin, Roscosmos |
| Ingegnere di volo | Tracy Caldwell Dyson, NASA | Tracy Caldwell Dyson, NASA |